# Saison 2018 de l'équipe cycliste Leopard
La saison 2018 de l'équipe cycliste Leopard est la septième de cette équipe.

## Préparation de la saison 2018

### Arrivées et départs
| Arrivées       | Équipe 2017     |
| -------------- | --------------- |
| Konrad Gessner | Rad-net Rose    |
| Filip Maciejuk |                 |
| Mario Spengler | BMC Development |

| Départs            | Équipe 2018       |
| ------------------ | ----------------- |
| Jan Dieteren       | LKT Brandenburg   |
| Carmelo Foti       |                   |
| John Mandrysch     | Dauner D&DQ-Akkon |
| Massimo Morabito   |                   |
| Aksel Nõmmela      | BEAT              |
| Laurent Vanden Bak | Retraite          |
| Tom Wirtgen        | AGO-Aqua Service  |

## Coureurs et encadrement technique

### Effectif
| Effectif 2018 | Effectif 2018     | Effectif 2018 | Effectif 2018     |
| Cycliste      | Date de naissance | Pays          | Équipe précédente |
| ------------- | ----------------- | ------------- | ----------------- |
|               |                   |               |                   |
| Source : UCI  |                   |               |                   |

## Bilan de la saison

### Victoires
| Victoires | Victoires | Victoires | Victoires | Victoires | Victoires |
| Date      | Course    | Pays      | Classe    | Vainqueur |           |
| --------- | --------- | --------- | --------- | --------- | --------- |